# 老沙河
老沙河，原为古漳河和古黄河故道，隶属清凉江水系，是中国河北省黑龙港地区主要排沥水系之一。干流起自邯郸魏县东代固村，沿原东风渠一颜庄一安寨渠（曲周）一马庄（邱县），最后至邱县西留善固村出邯郸市境，入邢台市威县。
原老沙河正身起自广平，经邱城东。1977年，河北省决定将安寨渠更为老沙河正身。将原老沙河上段更名为沙东干渠。流域受黄河、漳河洪水泛滥影响，既多高地，又多洼地，自西南向东北倾斜，河道呈宽浅状，一般河宽300到500米。因流域内蒸发量大，约为降水量的3一5倍，是造成流域土地干旱和盐碱化的主要原因。老沙河干流自魏县东代固至邱县西留善固村，长75.29公里，控制排涝面积1424.2平方公里，设计排涝流量50至343立方米/秒，底宽30到40米，深4到5.05米，边坡1∶2.5到1∶5，纵坡1/4000一1/10000。